# UK Singles Chart

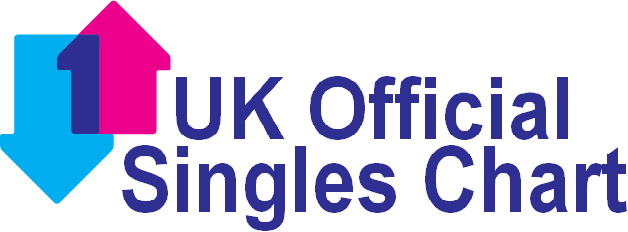
UK Singles Chart logo

UK Singles Chart je hitparáda nejprodávanějších hudebních singlů na území Velké Británie. Žebříček sestavuje každý týden The Official UK Charts Company (OCC) a zveřejňuje magazín Music Week. 
Existují různé verze, například Top 40, Top 75, Top 100, Top 200.

## Žebříčky za rok
- 2010
- 2011